# José María Pinzón Rico
José María Pinzón Rico (Bogotá, 1 de abril de 1834- Bogotá,19 de julio de 1887) fue poeta, abogado, trovador y general del ejercito colombiano.

## Biografía
José María Pinzón Rico nació el 1 de abril de 1834 en Colombia. Nació en una familia con raíces en la región andina, se conoce que desarrolló desde joven una notable habilidad para las letras y la oratoria, lo que le permitió consolidarse como uno de los trovadores más reconocidos de su época. Su producción literaria comenzó en la década de 1850, cuando publicó Carlos Gómez (1853), un poema político que denuncia la violencia y la tiranía que denunciaban la realidad del país. Su obra poética fue recopilada y publicada posteriormente por su hermana Adelaida.
Pinzón Rico se formó como abogado y ejerció activamente en la defensa de causas relevantes, como lo demostró en 1872 en un juicio en Ambalema, que fue publicado y conservado por su importancia jurídica. Además, alcanzó el rango de general en el ejército colombiano participando en la vida militar y política de la nación.
Como periodista, fue empresario y director del periódico El Nuevo Mundo, que circuló en Bogotá desde 1868 y se destacó por apoyar la candidatura presidencial de Tomás Cipriano de Mosquera, reflejando las divisiones del liberalismo y la participación de sectores conservadores en la política. También se sabe que fue escritor en el periódico La América, que fue publicado de 1873 a 1874, dónde fueron compartidos varios de sus poemas, incluido El Padre Nuestro. Además, en 1876 fundó la Revista Literaria un periódico mensual dedicado especialmente a las mujeres, que contó con la colaboración de importantes escritores colombianos.
Entre sus obras literarias destacan la publicación Lecciones de literatura, (1876), el manual que contribuyó a la formación literaria de la época, y Cuadros de costumbres y descripciones locales de Colombia obra que refleja su interés por la cultura nacional. También es recordado por sus trovas líricas y poemas que expresan la vida y costumbres colombianas. Fundó el semanario El Pasatiempo en 1877, consolidando su legado cultural. Su último poema, A los que vean mi cadáver, es considerado un resumen melancólico y original sobre la existencia humana.
Otro aspecto relevante de su vida fue su relación con figuras destacadas de la época, como Rafael Núñez y Rafael Pombo. Esta amistad queda evidenciada en la colección de trovas publicada póstumamente por su hermana, donde un primo de José María relata el interés de Rafael Núñez por escribir el prólogo de la obra, aunque no pudo hacerlo debido a su fallecimiento antes de la recopilación de los textos. Finalmente, fue Rafael Pombo quien escribió dicho prólogo, lo que también confirma el vínculo entre ambos escritores. Además, se tiene constancia de su colaboración conjunta en el periódico La América, y algunos de los escritos de José María se conservan actualmente en el Fondo  Rafael Pombo.
José María Pinzón Rico falleció en 1886, dejando un legado importante en la literatura, la prensa y la política colombianas del siglo XIX.

## Obras
- Carlos Gomez,1853
- Alegato de primera instancia presentado por el Señor José María Pinzón Rico, en el juicio seguido en Ambalema contra los señores Santiago F. Fraser y Balbino Arciniega,1872
- A los soldados del 6° de zapadores en sus certámenes civiles : composición dedicada al dignísimo jefe del cuerpo, ciudadano general Benito Martínez,1882
- Trovas del General José María Pinzón Rico, 1896
- El mar, 1912

## Hojas sueltas del Fondo Pombo
- Libro de lectura para la escuela y el hogar
- Aclaración de un hecho
- El candidato de los constitucionales para gobernador de esta Provincia es el señor Rafael Núñez
- Baños higiénicos